# Soustons

Soustons este o comună în departamentul Landes din sud-vestul Franței. În 2009 avea o populație de 7.240 de locuitori.

## Evoluția populației
| An        | 1975  | 1982  | 1990  | 1999  | 2006  | 2009  |
| --------- | ----- | ----- | ----- | ----- | ----- | ----- |
| Populație | 5.127 | 5.102 | 5.283 | 5.743 | 6.794 | 7.240 |